# Arisaema penicillatum
Arisaema penicillatum är en kallaväxtart som beskrevs av Nicholas Edward Brown. Arisaema penicillatum ingår i släktet Arisaema och familjen kallaväxter. Inga underarter finns listade.